# Intel Turbo Memory
Intel Turbo Memory, també anomenat memòria Robson és un tipus de memòria caché que dona molt poc resultat d'acceleració en la majoria ordinadors portàtils. Es qüestiona molt la conveniència d'afegir aquest extra a un ordinador. No el fa anar més lent però tampoc s'aprecien millores significatives de rendiment.
Hi ha un rumor que la memòria Robson és una estratègia de Màrqueting d'Intel i Microsoft per potenciar l'acceptació de Windows Vista. El fet que encara no pugui funcionar amb Windows XP i en canvi funcioni amb Windows 7 fa encara més creible aquest rumor.
També molt relacionat i dins la mateixa teoria de la conspiració Microsoft hi ha el rumor que AHCI solament dificulta als usuaris no avançats tornar a XP si ja tenen Windows Vista instal·lat. Amb un guany de poc rendiment el més important que AHCI realment fa és una «cunya» per fer que les últimes versions de Windows s'imposin, Windows XP desaparegui del mercat i es torni a crear una capa artificial d'incompatibilitat per imposar al mercat la necessitat de comprar-ho tot.